# Eremosis
Eremosis é um género botânico pertencente à família Asteraceae.